# Provincia de Aragua
La provincia de Aragua fue una de las antiguas provincias de Venezuela, cuando este país aún poseía un régimen centralista. La provincia fue creada el 11 de febrero de 1848 al ser separada de la de Caracas, con un territorio similar al que hoy abarca el actual estado Aragua.

## División territorial
En 1848 la provincia de Aragua estaba dividida en los cantones de La Victoria, Turmero, Maracay, Villa de Cura, San Sebastián y San Juan de los Morros. En 1856 se le incorporaron las parroquias de Cagua, Santa Cruz y Bolívar.